# Dibrova, Strîi
Dibrova (în ucraineană Діброва) este un sat în comuna Uhersko din raionul Strîi, regiunea Liov, Ucraina.

## Demografie
Componența lingvistică a localității Dibrova
     Ucraineană (100%)
Conform recensământului din 2001, toată populația localității Dibrova era vorbitoare de ucraineană (100%).